# شپش کتاب
شپش‌های کتاب یا جَویده‌بالان (Psocoptera) راسته‌ای از حشرات هستند که نخستین بار در دوره پرمین یعنی ۲۹۵ تا ۲۴۸ میلیون سال پیش پدید آمدند.
شپش‌های کتاب به عنوان بدوی‌ترین حشرات نیم‌بال به‌شمار می‌آیند.